# Cupa Mondială la ciclism
Cupa Mondială la ciclism, masculin (engl. UCI Men Road World Cup) este o distincție acordată între anii 1989 - 2004 de Uniunea Ciclistă Internațională. Pe lângă lista cu clasamentul campionilor mondiali la ciclism se alcătuia o listă în care se acumula punctajul, numărul de puncte acumulate fiind criteriul de acordare a titlului. Punctele se acordau după rangul competiției câștigate de sportiv. Între anii 1948 - 1958 titlul se numea Challenge Desgrange-Colombo, ca apoi între anii 1961 - 1987, să fie numit Super Prestige Pernod. Din anul 2005 titlul este numit UCI ProTour acesta se acordă după punctajul acumulat la unele competiții internaționale, sau diferite etape a acestor competiții.

## Punctajul
Punctajul s-a acordat după gradul competiției:
|         | Puncte   | Puncte   | Puncte |
| Poziția | din 1997 | din 1990 | 1989   |
| ------- | -------- | -------- | ------ |
| 1       | 100      | 50       | ?      |
| 2       | 70       | 35       | ?      |
| 3       | 50       | 25       | ?      |
| 4       | 40       | 20       | ?      |
| 5       | 36       | 18       | ?      |
| 6       | 32       | 16       | ?      |
| 7       | 28       | 14       | ?      |
| 8       | 24       | 12       | ?      |
| 9       | 20       | 10       | ?      |
| 10      | 16       | 8        | ?      |
| 11      | 15       | 6        | ?      |
| 12      | 14       | 5        | ?      |
| …       | …        | –        | ?      |
| 25      | 1        | –        | ?      |

## Clasamentul după punctaj
| Anul | Câștigătorul (punctaj individual) | Puncte | Locul 2                                                | Puncte | Locul 3                                                 | Puncte | Câștigătorul (punctaj echipă) | Puncte |
| ---- | --------------------------------- | ------ | ------------------------------------------------------ | ------ | ------------------------------------------------------- | ------ | ----------------------------- | ------ |
| 1989 | Sean Kelly                        | 44     | Format:Country data Switzerland (ensign) Tony Rominger | 32     | Rolf Sørensen                                           | 27     | PDM-Concorde                  | 120    |
| 1990 | Gianni Bugno                      | 133    | Rudy Dhaenens                                          | 99     | Sean Kelly                                              | 94     | PDM-Concorde                  | 92     |
| 1991 | Maurizio Fondriest                | 132    | Laurent Jalabert                                       | 121    | Rolf Sørensen                                           | 114    | Panasonic-Sportlife           | 107    |
| 1992 | Olaf Ludwig                       | 144    | Format:Country data Switzerland (ensign) Tony Rominger | 118    | Davide Cassani                                          | 108    | Panasonic-Sportlife           | 68     |
| 1993 | Maurizio Fondriest                | 287    | Johan Museeuw                                          | 142    | Maximilian Sciandri                                     | 114    | GB-MG Maglificio              | 75     |
| 1994 | Gianluca Bortolami                | 151    | Johan Museeuw                                          | 125    | Andrej Tschmil                                          | 115    | GB-MG Maglificio              | 89     |
| 1995 | Johan Museeuw                     | 199    | Andrej Tschmil                                         | 114    | Format:Country data Switzerland (ensign) Mauro Gianetti | 106    | Mapei-GB                      | 98     |
| 1996 | Johan Museeuw                     | 162    | Andrea Ferrigato                                       | 126    | Michele Bartoli                                         | 124    | Mapei-GB                      | 101    |
| 1997 | Michele Bartoli                   | 280    | Rolf Sørensen                                          | 275    | Andrea Tafi                                             | 240    | La Française des Jeux         | 82     |
| 1998 | Michele Bartoli                   | 416    | Léon van Bon                                           | 190    | Andrea Tafi                                             | 166    | Mapei-Bricobi                 | 76     |
| 1999 | Andrej Tschmil                    | 299    | Michael Boogerd                                        | 238    | Frank Vandenbroucke                                     | 214    | Rabobank                      | 94     |
| 2000 | Erik Zabel                        | 347    | Andrej Tschmil                                         | 285    | Francesco Casagrande                                    | 230    | Mapei-Quick Step              | 96     |
| 2001 | Erik Dekker                       | 331    | Erik Zabel                                             | 250    | Romāns Vainšteins                                       | 229    | Rabobank                      | 73     |
| 2002 | Paolo Bettini                     | 279    | Johan Museeuw                                          | 270    | Michele Bartoli                                         | 242    | Mapei-Quick Step              | 71     |
| 2003 | Paolo Bettini                     | 365    | Michael Boogerd                                        | 220    | Peter Van Petegem                                       | 220    | Saeco                         | 79     |
| 2004 | Paolo Bettini                     | 340    | Davide Rebellin                                        | 327    | Óscar Freire                                            | 252    | T-Mobile Team                 | 69     |